# Nitrobenzaldeído
Nitrobenzaldeído pode referir-se a qualquer dos três compostos químicos isoméricos:
- 2-Nitrobenzaldeído
- 3-Nitrobenzaldeído
- 4-Nitrobenzaldeído

Os nitrobenzaldeídos formam um grupo de substâncias derivadas quimicamente tanto a partir do benzaldeído assim como do nitrobenzeno. A estrutura é constituída por um anel de benzeno com um grupo aldeído (-CHO) adicionado e um grupo nitro (-NO2). Através de seu arranjo diferente (orto, meta ou para), três isômeros surgem com a fórmula C7H5NO3
| Nitrobenzaldeído   |                                          |                                          |                                          |
| Nome               | 2-Nitrobenzaldeído                       | 3-Nitrobenzaldeído                       | 4-Nitrobenzaldeído                       |
| Outros nomes       | o-Nitrobenzaldeído orto-Nitrobenzaldeído | m-Nitrobenzaldeído meta-Nitrobenzaldeído | p-Nitrobenzaldeído para-Nitrobenzaldeído |
| Fórmula estrutural |                                          |                                          |                                          |
| Número CAS         | 552-89-6                                 | 99-61-6                                  | 555-16-8                                 |
| PubChem            | 11101                                    | 7449                                     | 541                                      |
| Fórmula molecular  | C7H5NO3                                  | C7H5NO3                                  | C7H5NO3                                  |
| Massa molar        | 151,12 g·mol−1                           | 151,12 g·mol−1                           | 151,12 g·mol−1                           |
| Estado físico      | sólido                                   | sólido                                   | sólido                                   |
| Descrição          | pó cristalino amarelo brilhante          | pó cristalino amarelo brilhante          | pó cristalino amarelo brilhante          |
| Ponto de fusão     | 41–43 °C                                 | 55 °C                                    | 103–106 °C                               |
| Ponto de ebulição  | 156 °C                                   | 164°C                                    | –                                        |

## Obtenção
2-Nitrotolueno é clorado a quente. O dicloreto de 2-nitrobenzilideno resultante é saponificado resultando em 2-nitrobenzaldeído.